# 黒剣テレビ番組制作
黒剣テレビ番組制作株式会社（こっけんてれびばんぐみせいさくかぶしきかいしゃ、英語会社名：CNplus Production. Inc.、中国語会社名：黑劍電視節目製作股份有限公司、略称：黑劍製作）は、日本テレビ放送網株式会社と台湾の旺旺中時媒体集団（旺旺中時メディアグループ）傘下の中天電視股份有限公司が2011年5月に設立した主にテレビ番組の制作を手がける会社。

## 概要
黒剣テレビ番組制作株式会社は日本テレビ放送網株式会社（以下、日本テレビ）と中天電視股份有限公司（以下、中天テレビ）が50％ずつ出資し、台湾に設立した制作・配給会社。番組制作、版権事業、イベント企画などの部門が設置され、バラエティ番組、ドラマの制作を行うほか、テレビ局からの番組制作委託を受ける。さらに、政府や自治体の大型イベント企画や政策も手がける。黒剣テレビ番組制作株式会社は、日本テレビにとって初めての海外における合弁事業で、台湾だけでなく中国向けの番組制作や事業開発も目指している。
- 取締役会会長：蔡紹中（旺旺中時媒体集団の総裁）
- 取締役会副会長：丸山公夫（日本テレビホールディングス専務取締役）
- 社長：王金雯

## 沿革
- 2009年4月、旺旺集団取締役会の会長蔡衍明氏が日本テレビの氏家齊一郎会長を訪問。
- 2010年3月、日本テレビと中天電視が包括的協力協定を締結。
- 2011年3月10日、日本テレビと中天電視は台湾での合弁会社「黒剣電視節目製作股份有限公司（黒剣テレビ番組制作株式会社）」設立について合意し、合弁基本契約書に調印した。
- 2011年5月、黒剣テレビ番組制作株式会社設立。初代会長蔡紹中、初代副会長細川知正、初代社長廖福順[2]。
- 2011年6月、中華民国経済部により本免許交付、正式営業開始。
- 2012年8月、初めてのドラマ《白色之戀》を制作。
- 2014年3月、二作目のドラマ《勇敢說出我愛你》を制作。
- 2014年4月、金鐘奨の単発ドラマ《逆轉》を制作。

## 番組制作

### ドラマ

#### レギュラー番組
- 《白色之戀》（中視/中天2012年10月-2013年3月） ※原作：《星の金貨》《続・星の金貨》
- 《勇敢說出我愛你》（中天/中視 2014年6月-9月）

#### 単発ドラマ
- 《逆轉》（中天/中視 2014年5月）

### バラエティ
- 《幸福相談所》（中天 2011年9月-2012年5月）
- 《全家出走中》（中天 2012年9月-2013年7月）
- 《冰冰週記》（中天 2013年5月-2014年2月）
- 《世界一級棒》（中天 2014年4月-2014年9月）
- 《正妹小廚娘》（中天 2014年8月-2014年10月）
- 《背包踐客》（中天 2015年1月-2016年3月）
- 《寵物大聯萌》（中天 2016年3月-）

## イベント企画

### 2012年
- 台北観光スポット－国際観光ＰＲ案《台湾でビッグスターに会う》
- ”台北市政府観光伝播局” 海外媒体ＰＲ案

### 2013年
- 高雄市政府"観光局"フライトの補助案
- 高雄市政府　日本・汐博果物ＰＲ案
- 高雄市政府　上海農産ＰＲ案
- 魅力高雄・香港ＰＲ案
- 台北観光スポット－国際観光ＰＲ案
- ”交通部観光局" 台湾観光親善大使 陽岱鋼記者会見

### 2014年
- ”台北市政府観光伝播局” FUN TAIPEI, BY MY WAY  北京、上海、廣州と香港PR 案
- "文化部"影視と"流行音樂產業局"台湾映画上映会
- 北海道日本ハムファイターズ台湾の日イベント
- 陽岱鋼ファンミーティング
- 太魯閣国家公園ムービー撮影案

### 2015年
- 台湾電力ショートムービー撮影案
- ドイツ・The Worldwide Exhibition for Incentive Travel,Meetings and Events (IMEX)
- 上海国際映画祭映画取引市場展
- 北海道日本ハムファイターズ台湾の日イベント

### 2016年
- Michan & Kettaro Fan Meeting @TAIPEI
- 北京国際映画祭映画取引市場展
- ドイツ・The Worldwide Exhibition for Incentive Travel, Meetings and Events (IMEX)

## 参考資料
1. ↑  日テレ企業・IR情報　プレスリリース2011年03月10日　台湾での合弁会社設立について
2. ↑  何英煒 (2011年5月26日). “中天、日NTV 合資製作公司” (中国語). 工商時報.  オリジナルの2013年11月22日時点におけるアーカイブ。 2013年11月8日閲覧。